# کاراموکو سیسه
کاراموکو سیسه (انگلیسی: Karamoko Cissé؛ زادهٔ ۱۴ نوامبر ۱۹۸۸) بازیکن فوتبال اهل گینه است.
از باشگاه‌هایی که در آن بازی کرده است می‌توان به باشگاه فوتبال آلبینولفه، باشگاه فوتبال آتالانتا، باشگاه فوتبال هلاس ورونا، و باشگاه فوتبال بنونتو اشاره کرد.
وی همچنین در تیم ملی فوتبال گینه بازی کرده است.